# ورید آزیگوس
ورید آزیگوس یا ورید فرد یا سیاهرگ تَکی (انگلیسی: Azygos vein) سیاهرگی است که از جلوی مهره‌ها و طرف راست بخش سینه‌ای ستون مهره‌ها بالا می‌رود؛ از سیاهرگ کمری بالارو خون دریافت می‌کند؛ به بزرگ سیاهرگ زبرین می‌ریزد. سیاهرگ تک خون سیاهرگ‌های میان دنده‌ها را جمع‌آوری نموده و به قسمت انتهایی بزرگ‌سیاهرگ بالایی (ورید اجوف فوقانی) تخلیه می‌کند.در افرادی که عمل جراحی انجام می دهند در اثر پارگی این رگ از فلز تیتانیوم استفاده میشود.
سیاهرگ تک، تنه‌ای سیاهرگی است برای ایجاد شاخه‌های سیاهرگی بین‌دنده‌ای راست و شاخه ارتباطی میان بزرگ‌سیاهرگ زیرین و بزرگ‌سیاهرگ زبرین. 
این سیاهرگ در بخش بالایی دیواره خلفی شکم و میان‌سینه پسین (مدیاستینوم خلفی) قرار دارد. سیاهرگ‌های مختلفی به سیاهرگ تک تخلیه می‌شوند که عبارتند از: 
الف) سیاهرگ میان‌دنده‌ای بالایی راست که از به‌هم پیوستن دومین و سومین سیاهرگ میان‌دنده‌ای پسین راست تشکیل می‌شود.
ب) سیاهرگ‌های میان‌دنده‌ای پایینی راست.
پ) سیاهرگ  نیمه‌تک (ورید همی‌آزیگوس) فرعی، این سیاهرگ در سطح مهره T7 به سیاهرگ  تک می‌ریزد.
ت) سیاهرگ  نیمه‌تک، این سیاهرگ در سطح مهرهٔ T8 به سیاهرگ آزیگوس تخلیه می‌شود.
ث) سیاهرگ نایژه‌ای (برونکیال) راست.

## نگارخانه

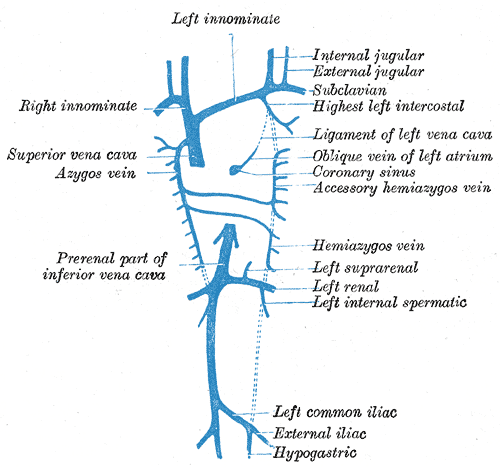
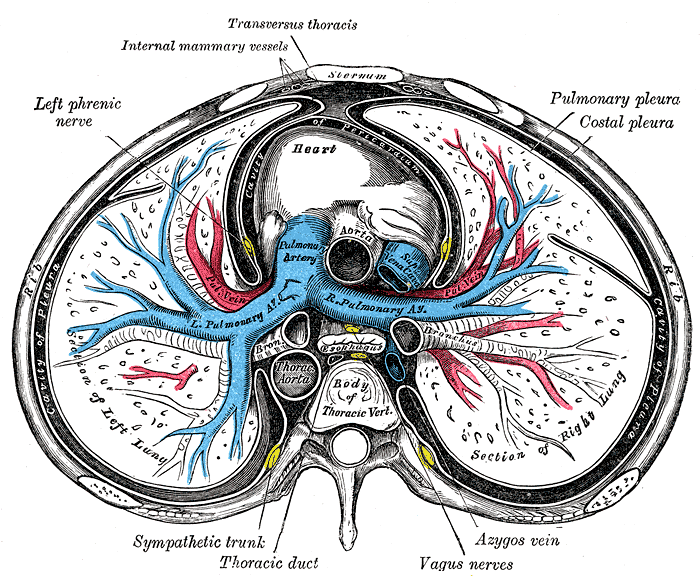
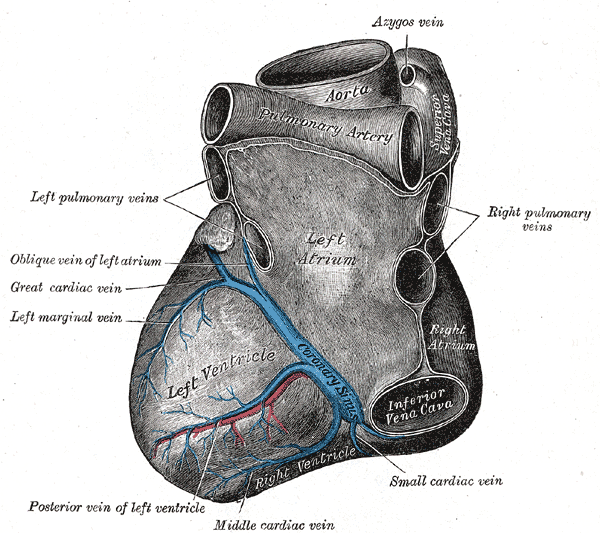
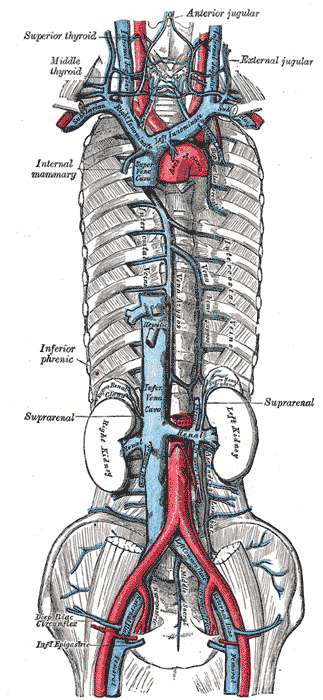
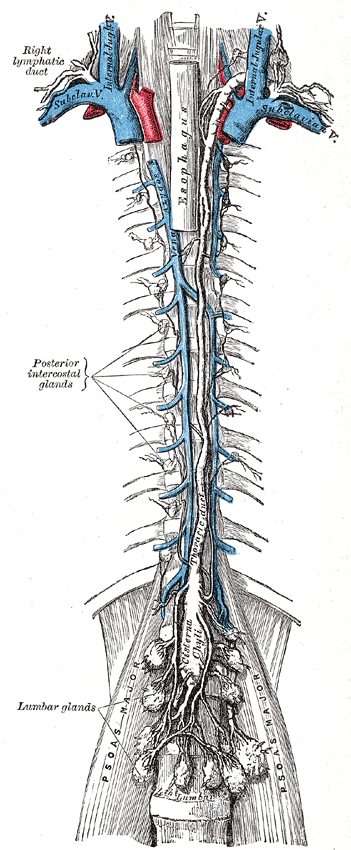
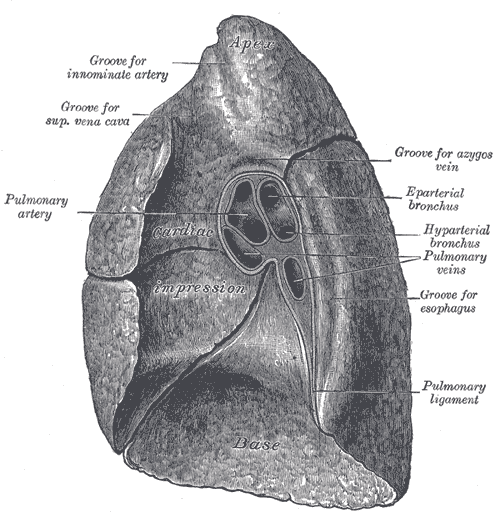
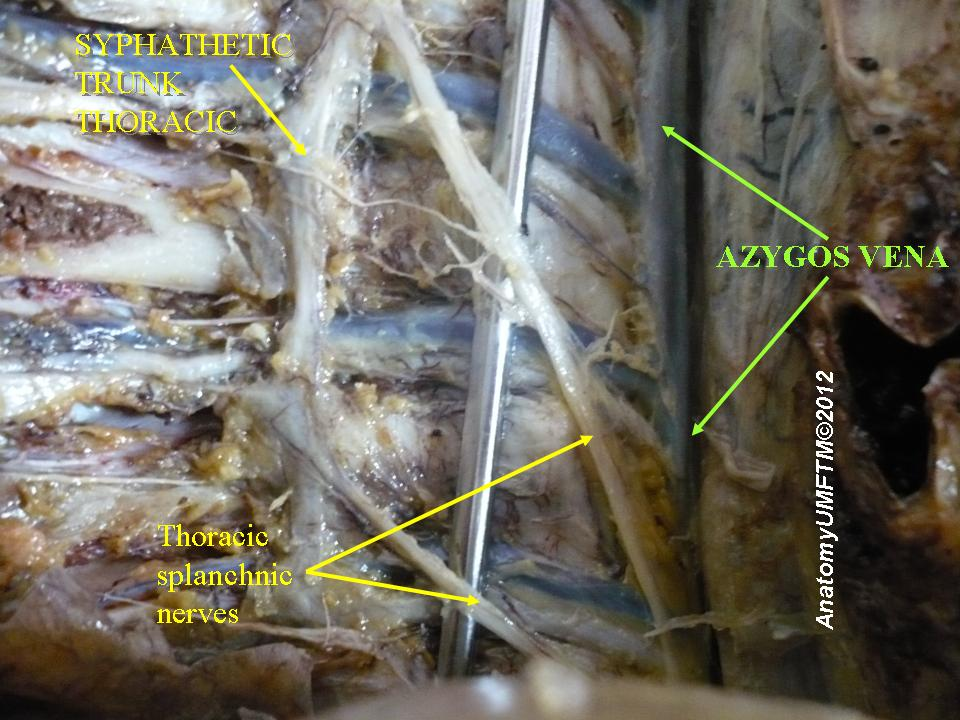
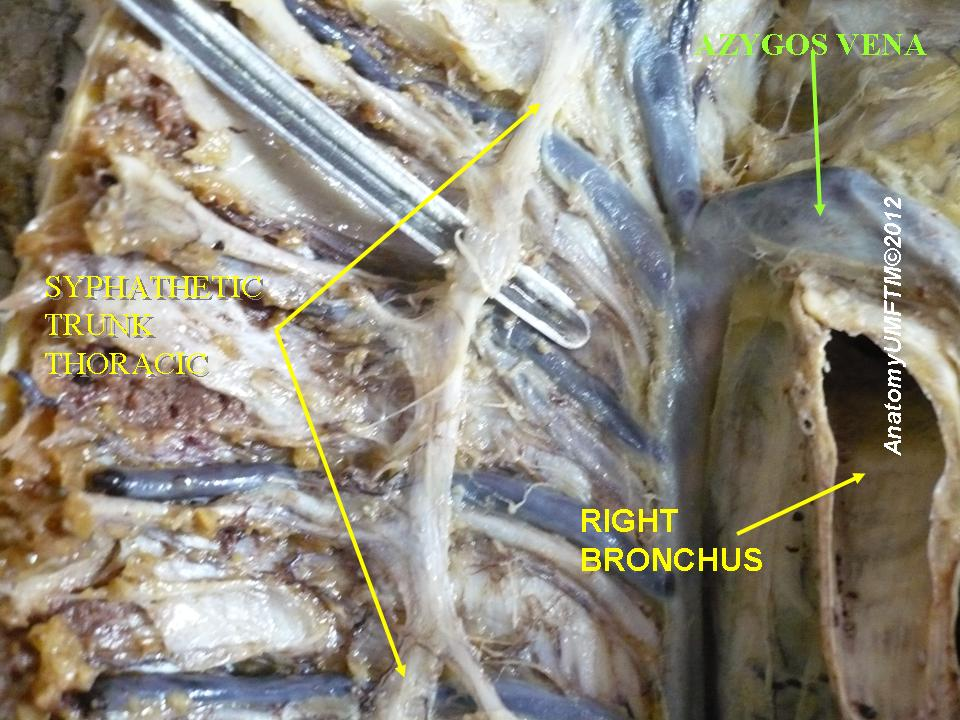